# La Chapelle-Vicomtesse
La Chapelle-Vicomtesse är en kommun i departementet Loir-et-Cher i regionen Centre-Val de Loire i de centrala delarna av Frankrike. Kommunen ligger i kantonen Droué som tillhör arrondissementet Vendôme. År 2022 hade La Chapelle-Vicomtesse 160 invånare.

## Befolkningsutveckling
Antalet invånare i kommunen La Chapelle-Vicomtesse
| Referens: INSEE |